# Cmentarz prawosławny w Dobratyczach
Cmentarz prawosławny w Dobratyczach – zabytkowy, początkowo unicki, następnie prawosławny cmentarz w Dobratyczach, o powierzchni 0,5 ha.
Nekropolia została założona na początku XIX w. przy unickiej parafii w Dobratyczach. Przeszedł na własność prawosławnych, gdy w 1875, na mocy likwidacji unickiej diecezji chełmskiej miejscowa placówka duszpasterska przymusowo zmieniła wyznanie z unickiego na prawosławne. Jest nadal czynny.
Na terenie cmentarza zachowało się kilka zabytkowych nagrobków unickich:
- Franciszka i Zofii Grabowskich (zm. 1854), wykonany z żeliwa, w formie krzyża z nieokorowanego drzewa wznoszącego się na kamiennym kopcu;
- Marianny Kraszewskiej (zm. 1858), żeliwny krzyż z postacią Chrystusa błogosławiącego oraz postaciami Wiary i Miłości;
- ks. Pawła Szymańskiego (zm. 1856), neoklasycystyczna stela z piaskowca, zwieńczona gzymsem i trójkątnym naczółkiem z krzyżem, na nagrobku profilowany portret[2].

## Galeria

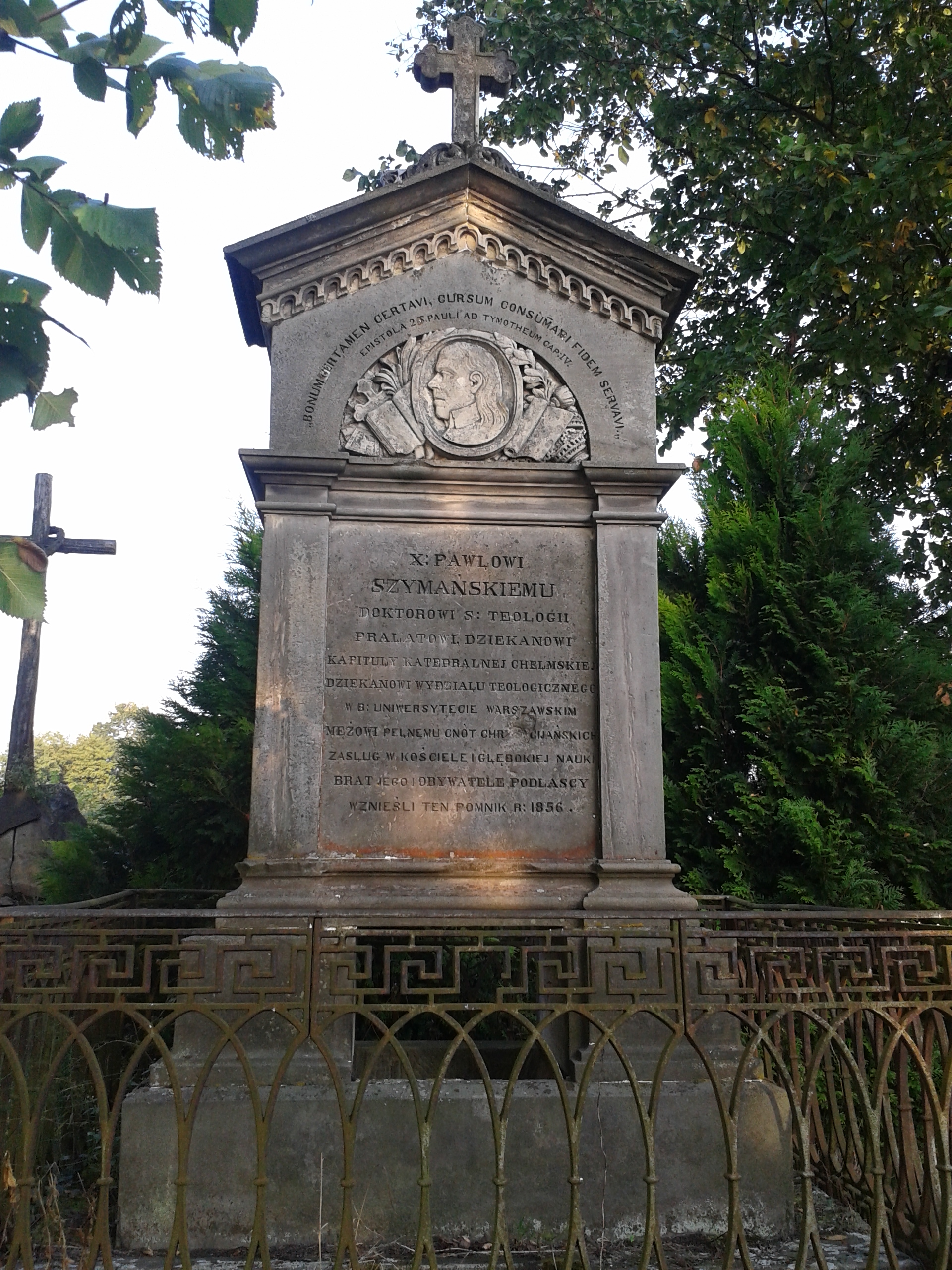
Grób Pawła Szymańskiego
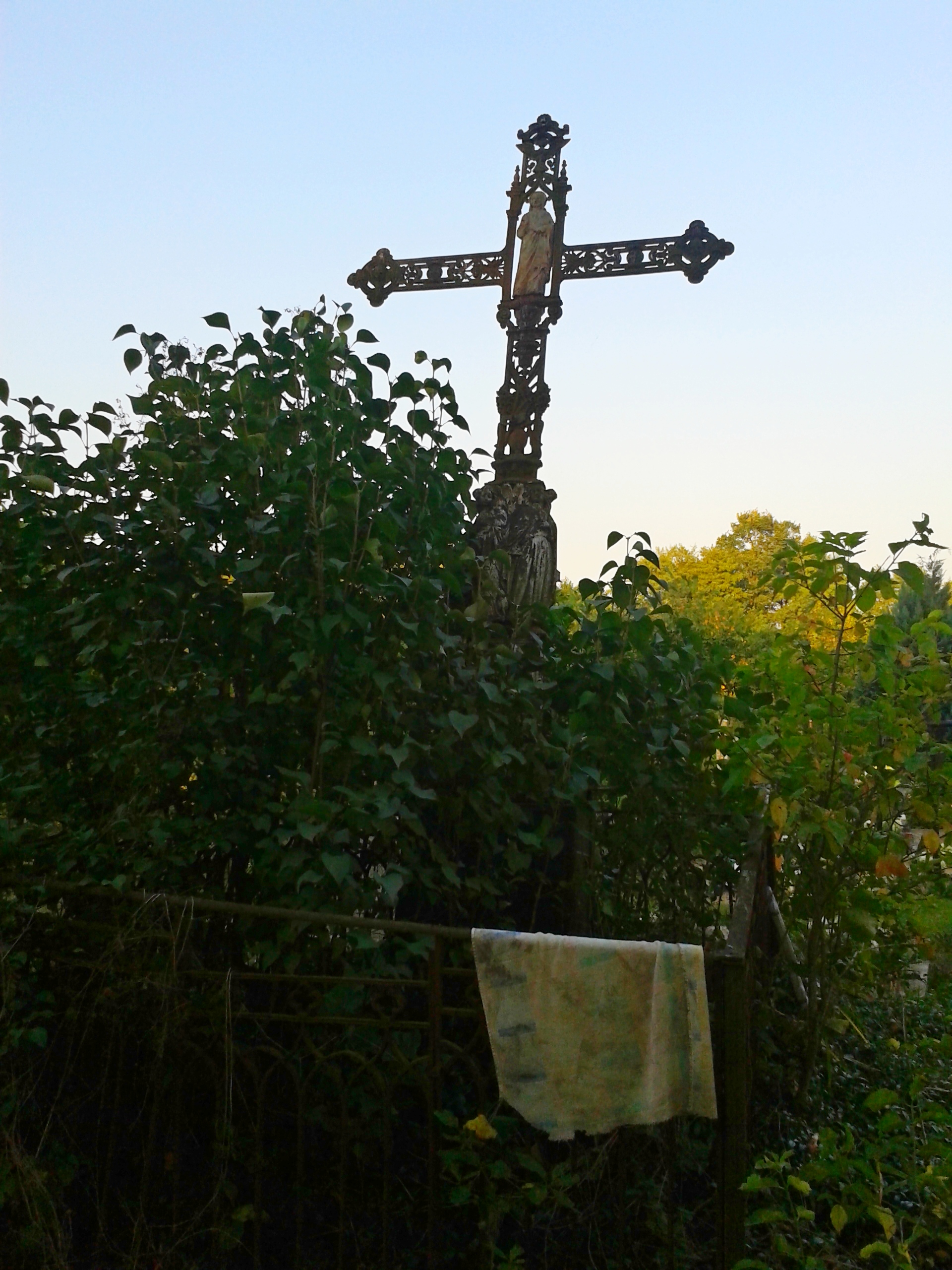
Grób Marianny Kraszewskiej
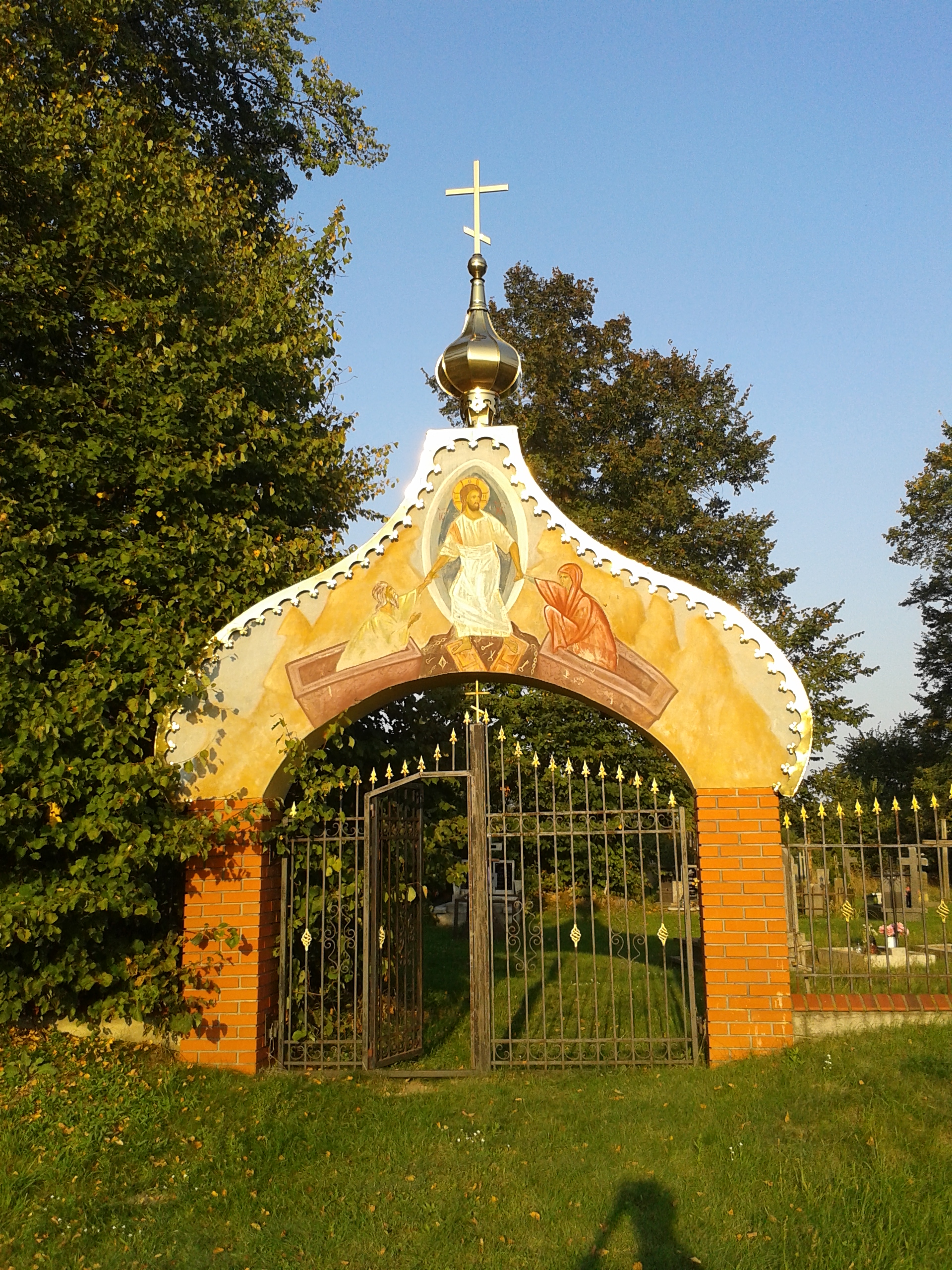
Brama cmentarna z ikoną Zmartwychwstania
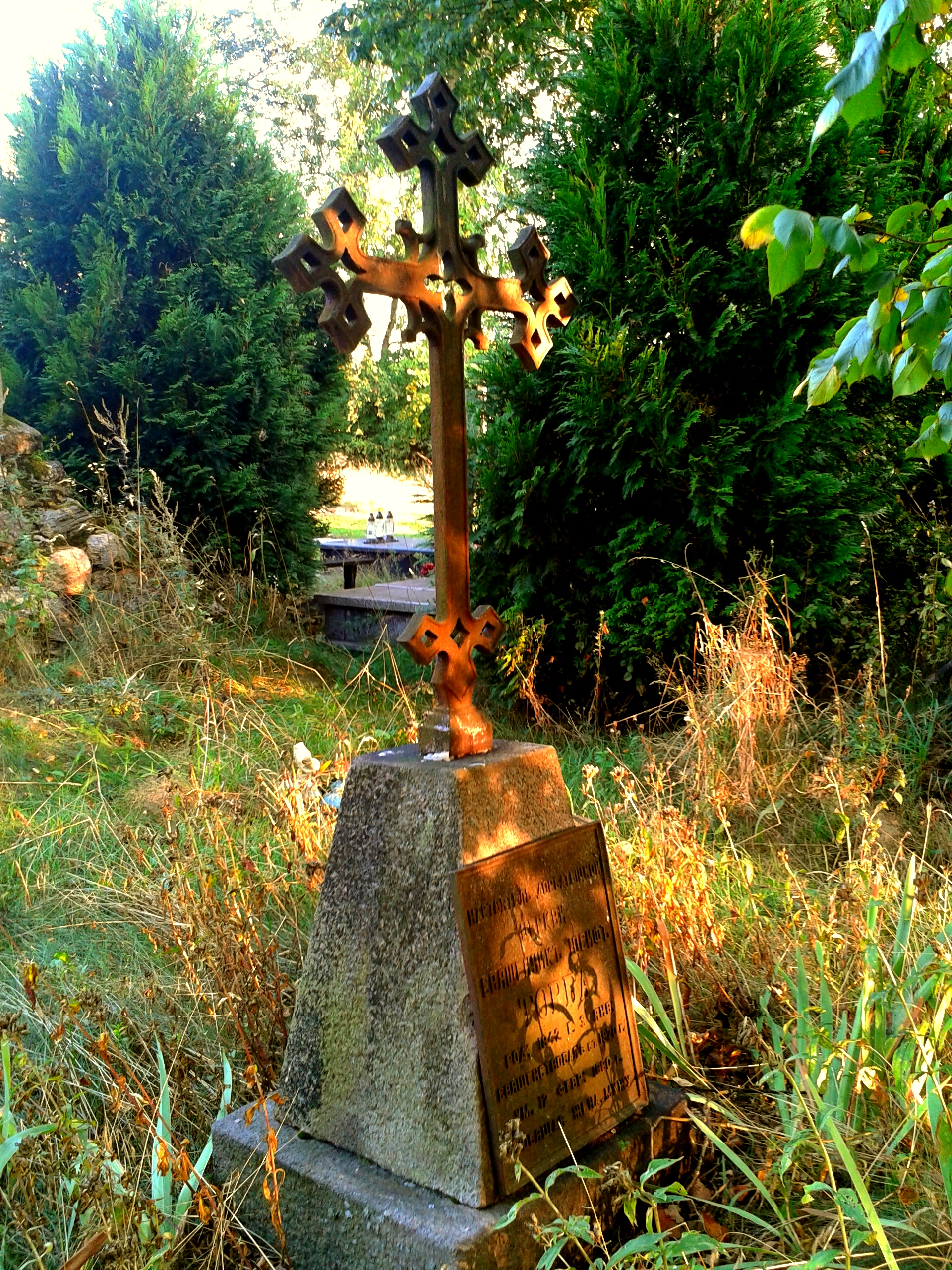
Grób Josifa Torby, pierwszego proboszcza parafii prawosławnej w Dobratyczach po 1875